# Quark-nova
Una quark-nova es la hipotética explosión violenta resultante de la conversión de una estrella de neutrones en una estrella de quarks. De manera análoga a una supernova que anuncia el nacimiento de una estrella de neutrones, una quark-nova señala la creación de una estrella de quarks. El término quark-novae fue acuñado en 2002 por el Dr. Rachid Ouyed (actualmente en la Universidad de Calgary, Canadá) y los Dres. J. Dey y M. Dey (Universidad de Calcuta, India).

## El proceso nova
Cuando una estrella de neutrones gira hacia abajo, puede convertirse en una estrella de quarks mediante un proceso conocido como desconfinamiento de quarks. La estrella resultante tendría materia de quarks en su interior. El proceso liberaría inmensas cantidades de energía, quizás explicando las explosiones más energéticas del universo; los cálculos han estimado que se podrían liberar hasta 1046 J de la transición de fase dentro de una estrella de neutrones. Las quark-novas pueden ser una de las causas de los brotes de rayos gamma. Según Jaikumar et al., también pueden estar involucrados en la producción de elementos pesados como el platino a través de la nucleosíntesis del Proceso R.

## Candidatos
Las estrellas de neutrones que giran rápidamente con masas entre 1.5 y 1.8 masas solares son teóricamente las mejores candidatas para la conversión debido al giro de la estrella dentro del tiempo de Hubble. Esto equivale a una pequeña fracción de la población de estrellas de neutrones proyectada. Una estimación conservadora basada en esto, indica que hasta dos quark-novas pueden ocurrir en el universo observable cada día.
En teoría, las estrellas de quarks serían radiosilenciosas, por lo que las estrellas de neutrones radiosilenciosas pueden ser estrellas de quarks.

## Observaciones
La evidencia directa de quark-novas es escasa; sin embargo, observaciones recientes de las supernovas SN 2006gy, SN 2005gj y SN 2005ap pueden apuntar a su existencia.